# Haskell (Arkansas)
Pour les articles homonymes, voir Haskell (homonymie).
Haskell est une ville située dans l’État américain de l'Arkansas, dans le comté de Saline.